# Ernst von Hessen-Philippsthal
Ernst Eugen Karl August Bernhard Paul von Hessen-Philippsthal (* 20. Dezember 1846 in Philippsthal; † 22. Dezember 1925 in Eisenach) aus dem Haus Hessen war der letzte Titularlandgraf von Hessen-Philippsthal.

## Leben
Ernst war der älteste Sohn des paragierten Landgrafen Karl II. von Hessen-Philippsthal (1803–1868) aus dessen Ehe mit Marie (1818–1888), Tochter des Herzogs Eugen von Württemberg.
Nachdem das Kurfürstentum Hessen einschließlich Hessen-Philippsthal 1866 von Preußen annektiert worden war, erhielt Ernst, der 1868 auf alle Nachfolgeansprüche in Hessen-Philippsthal verzichtet hatte, gemeinsam mit Titularlandgraf Alexis von Hessen-Philippsthal-Barchfeld 1880 aus dem kurhessischen Fideikommiss eine Rente von 300.000 Mark, sowie die Schlösser Hanau, Rotenburg und Schönfeld als Privatfideikommiss der Philippsthaler Linien.
Als Standesherr hatte er eine Virilstimme im Kommunallandtag Kassel und ab 1867 im Preußischen Herrenhaus.
Ernst starb 1925 unverheiratet und ohne Nachkommen. Da sein jüngerer Bruder Carl bereits 1916 verstorben war, erlosch mit ihm die Linie Hessen-Philippsthal. Vom Haus Hessen existierten damit nur noch die drei Linien Hessen-Philippsthal-Barchfeld, Hessen-Rumpenheim und Hessen-Darmstadt. Ernst wurde in der Fürstengruft von Schloss Philippsthal bestattet.

## Einzelnachweis
1. ↑  Christoph Carl Hoffmeister: Carl II. Landgraf zu Hessen-Philippsthal. Nach Leben, Wirken und Bedeutung, Marburg 1869, S. 29.

| Personendaten    | Personendaten                                                  |
| ---------------- | -------------------------------------------------------------- |
| NAME             | Ernst von Hessen-Philippsthal                                  |
| ALTERNATIVNAMEN  | Hessen-Philippsthal, Ernst Eugen Karl August Bernhard Paul von |
| KURZBESCHREIBUNG | Landgraf von Hessen-Philippsthal                               |
| GEBURTSDATUM     | 20. Dezember 1846                                              |
| GEBURTSORT       | Philippsthal                                                   |
| STERBEDATUM      | 22. Dezember 1925                                              |
| STERBEORT        | Eisenach                                                       |